# Puchar Zdobywców Pucharów (1960/1961)
I Puchar Europy Zdobywców Pucharów 1960/1961

(ang. European Cup Winners' Cup)

## 1/8 finału
| Vorwärts Berlin - Rudá Hvězda Brno 2:1 i 0:2 1 01.08 1960 1:0 Kohle 42, 2:0 Nöldner 48, 2:1 Bubnik 77 2 11.08 1960 0:1 Bubnik 31, 0:2 Kolaček 43                                                        |
| Rangers - Ferencvárosi TC4:2 i 1:2 1 28.09 1960 0:1 Örösz 17, 1:1 Davis 52, 2:1 Millar 57, 3:1 Brand 73, 3:2 Fridmanszky 79, 4:2 Millar 86 2 12.10 1960 0:1 Örösz 18, 0:2 Fridmanszky 48, 1:2 Wilson 61 |
| Wolny los: FC Luzern, AC Fiorentina, Dinamo Zagrzeb, Austria Wiedeń, Wolverhampton Wanderers, Borussia Mönchengladbach                                                                                  |

## 1/4 finału
| FC Luzern - AC Fiorentina 0:3 i 2:6 1 23.11 1960 0:1 Pétris 32, 0:2 Hamrin 35, 0:3 Hamrin 81 2 28.12 1960 0:1 Antoninho 28, 0:2 Hamrin 33k, 0:3 Milan 38, 1:3 Frey 43, 1:4 Hamrin 46, 1:5 Antoninho 52, 2:5 Hahn 55, 2:6 Antoninho 75                          |
| Rudá Hvězda Brno - Dinamo Zagrzeb 0:0 i 0:2 1 28.09 1960 2 26.10 1960 0:1 Matuš 10, 0:2 Jerković 15 |
| Austria Wiedeń - Wolverhampton Wanderers 2:0 i 0:5 1 12.10 1960 1:0 1:0 Riegler 71, 2:0 Huschek 86 2 30.11 1960 0:1 Kirkham 1, 0:2 Kirkham 26, 0:3 Mason 35, 0:4 Broadbent 70, 0:5 Broadbent 72                                                                |
| Borussia Mönchengladbach - Rangers 0:3 i 0:8 1 15.11 1960 0:1 Millar 23, 0:2 Scott 25, 0:3 McMillan 58 (mecz w Düsseldorfie) 2 30.11 1960 0:1 Baxter 2, 0:2 Brand 17, 0:3 Pfeiffer 31s, 0:4 Brand 44, 0:5 Millar 45, 0:6 Brand 51, 0:7 Millar 53, 0:8 Davis 65 |

## 1/2 finału
| AC Fiorentina - Dinamo Zagrzeb 3:0 i 1:2 1 22.03 1961 1:0 Antoninho 40, 2:0 da Costa 69, 3:0 Pétris 80 2 12.04 1961 0:1 Matuš 15, 0:2 Haraminčić 18, 1:2 Pétris 50 |
| Rangers - Wolverhampton Wanderers 2:0 i 1:1 1 29.03 1961 1:0 Scott 33, 2:0 Brand 84 2 19.04 1961 1:0 Scott 45, 1:1 Broadbent 65                                    |

## Finał
| 17 maja 1961 Glasgow Ibrox Park (~80 000) Rangers - AC Fiorentina 0:2 (0:1) Sędzia: Erich Steiner (Austria) Bramki: 0:1 Luigi Milan 12, 0:2 Luigi Milan 88 Rangers Football Club (trener Scott Symon): William Ritchie - Robert Shearer, Eric Caldow (kapitan), Harold Davis, William Paterson, James Baxter, David Wilson, John Ian McMillan, Alexander Scott, Ralph Brand, Robert Hume Associazione Calcio Fiorentina (trener Nándor Hidegkuti): Enrico Albertosi - Enzo Robotti, Sergio Castelletti, Piero Gonfiantini, Alberto Orzan (kapitan), Claudio Rimbaldo, Kurt Hamrin, Dante Micheli, Dino da Costa, Luigi Milan, Gianfranco Petris                                |
| 27 maja 1961 Florencja Stadio Comunale (~50 000) AC Fiorentina - Rangers 2:1 (1:0) Sędzia: Vilmos Hernádi (Węgry) Bramki: 1:0 Luigi Milan 12, 1:1 Alexander Scott 60, 2:1 Kurt Hamrin 86 Associazione Calcio Fiorentina (trener Nándor Hidegkuti): Enrico Albertosi - Enzo Robotti, Sergio Castelletti, Piero Gonfiantini, Alberto Orzan (kapitan), Claudio Rimbaldo, Kurt Hamrin, Dante Micheli, Dino da Costa, Luigi Milan, Gianfranco Petris Rangers Football Club (trener Scott Symon): William Ritchie - Robert Shearer, Eric Caldow (kapitan), Harold Davis, William Paterson, James Baxter, Alexander Scott, John Ian McMillan, James Millar, Ralph Brand, David Wilson |